# پاک نام کو (بازیکن فوتبال، زاده ۱۹۸۵)
پاک نام کو (انگلیسی: Pak Nam-chol؛ زادهٔ ۲ ژوئیهٔ ۱۹۸۵) یک بازیکن فوتبال در پست مهاجم اهل کره شمالی است.

## باشگاهی
از باشگاه‌هایی که در آن بازی کرده‌است می‌توان به باشگاه فوتبال موانگتونگ یونایتد اشاره کرد.

## تیم ملی
وی همچنین در تیم ملی فوتبال کره شمالی بازی کرده است.